# Dendronephthya hartmeyeri
Dendronephthya hartmeyeri är en korallart som beskrevs av Kükenthal 1903. Dendronephthya hartmeyeri ingår i släktet Dendronephthya och familjen Nephtheidae. Inga underarter finns listade i Catalogue of Life.